# Magen
Magen (hebrejsky מָגֵן, doslova „Štít“, v oficiálním přepisu do angličtiny Magen) je vesnice typu kibuc v Izraeli, v Jižním distriktu, v Oblastní radě Eškol.

## Geografie
Leží v nadmořské výšce 126 metrů na severozápadním okraji pouště Negev; v oblasti která byla od 2. poloviny 20. století intenzivně zúrodňována a zavlažována a ztratila charakter pouštní krajiny. Jde o zemědělsky obdělávaný pás přiléhající k pásmu Gazy a navazující na pobřežní nížinu.
Obec se nachází 15 kilometrů od břehu Středozemního moře, cca 91 kilometrů jihojihozápadně od centra Tel Avivu, cca 94 kilometrů jihozápadně od historického jádra Jeruzalému a 36 kilometrů západně od města Beerševa. Magen obývají Židé, přičemž osídlení v tomto regionu je etnicky převážně židovské. 5 kilometrů západním směrem ale začíná pásmo Gazy s početnou arabskou (palestinskou) populací.
Magen je na dopravní síť napojen pomocí lokální silnice 2410 a lokální silnice 232, jež se kříží severovýchodně od vesnice.

## Dějiny
Magen byl založen v roce 1949. Jeho zakladateli byli Židé z Rumunska. Šlo o skupinu napojenou na mládežnické sionistické hnutí ha-Šomer ha-Ca'ir. Do Izraele přišli během války za nezávislost v roce 1948 z internačních táborů na Kypru a prodělávali pak výcvik v kibucech Jad Mordechaj a Gat. Pak se 16. srpna 1949 usadili zde, poblíž místa označovaného v arabském místopisu jako Šejk Nuran. Stojí tu dodnes zbytky stavby s hrobkou šejka Nurana z 19. století. Lokalita během války za nezávislost v roce 1948 sloužila jako opěrný bod egyptské armády. Zpočátku se osadníci v novém kibucu potýkali s těžkou situací. Elektřinu zajišťoval generátor, chybělo silniční spojení a voda musela být dovážena v cisterně.
Kibuc stále ještě (podle údajů k roku 2010) operuje podle tradičního modelu, s vysokou mírou kolektivního hospodaření. Místní ekonomika je založena na zemědělství (rostlinná výroba, produkce mléka) a průmyslu (firma Plastic Magen - nový název Star Eco Energy, s cca 90 zaměstnanci). Polnosti kibucu se rozkládají na ploše cca 20 000 dunamů (20 kilometrů čtverečních). Zhruba 60 obyvatel za prací dojíždí mimo obec (například jako učitelé). V obci funguje zařízení předškolní péče o děti, zdravotní středisko, plavecký bazén, sportovní areály, obchod se smíšeným zbožím a společná jídelna. Dále je tu i zoologická zahrada.

## Demografie
Obyvatelstvo kibucu je sekulární. Podle údajů z roku 2014 tvořili naprostou většinu obyvatel v Magen Židé (včetně statistické kategorie "ostatní", která zahrnuje nearabské obyvatele židovského původu ale bez formální příslušnosti k židovskému náboženství).
Jde o menší obec vesnického typu s dlouhodobě mírně rostoucí populací. K 31. prosinci 2014 zde žilo 538 lidí. Během roku 2014 populace stoupla o 3,3 %.
| Rok            | 1961 | 1972 | 1983 | 1995 | 2001 | 2003 | 2004 | 2005 | 2006 | 2007 | 2008 | 2009 | 2010 | 2011 | 2012 | 2013 | 2014 |
| -------------- | ---- | ---- | ---- | ---- | ---- | ---- | ---- | ---- | ---- | ---- | ---- | ---- | ---- | ---- | ---- | ---- | ---- |
| Počet obyvatel | 149  | 221  | 356  | 426  | 434  | 441  | 449  | 466  | 480  | 480  | 480  | 579  | 599  | 618  | 529  | 521  | 538  |